# جهان آباد دة نظر (مقاطعة فهرج)
جهان‌آباد دة نظر (بالفارسية: جهان‌آباد ده نظر) هي قرية تقع في ناحية نغين كوير في إيران. يقدر عدد سكانها بـ 64 نسمة .